# チェイスボンバーズ
『チェイスボンバーズ』 (CHASE BOMBERS) は、1994年にタイトーからリリースされたアーケード用レースゲーム。
8人までの通信対戦が可能。

## 車種
BugTYPE
初心者向けの車。ハンドリングが容易だが、体当たりに弱い。
Formula CarTYPE
加速力が抜群だが、路外に出ると一気に減速してしまう。
SportsTYPE
平均的な性能。
Truckin'TYPE
体当たりは強いが、加速が遅い。
Police CarTYPE
平均的な性能。

## コース
- 初級
- 中級
- 上級
- プロ級

## アイテム
シフトノブに付いているボタンを押すとアイテムを使用できる。
- スピードダウンアイテム：鉄骨、鉄アレイ
- スピンアイテム：オイル、バナナ
- クラッシュアイテム：ミサイル、ダイナマイト、マシンガン、ボウリングの球